# موزخوار کاکل‌سفید
موزخوار کاکل‌سفید (نام علمی: Tauraco leucolophus) نام یک گونه از سرده موزخوارهای اصلی است.